# 元大銀行
元大銀行（ゆあんたいぎんこう）は、台湾の台北市に本社のある商業銀行である。現在は元大金融ホールディングス（Yuanta Financial Holdings）の傘下にあります。国内には149の支店があり、海外拠点は韓国、香港、およびフィリピンに展開しています。